# Barry Eichengreen
Barry Eichengreen (1952) è un economista statunitense, dal 1987 professore di Economia e Scienze Politiche presso l'Università della California - Berkeley.

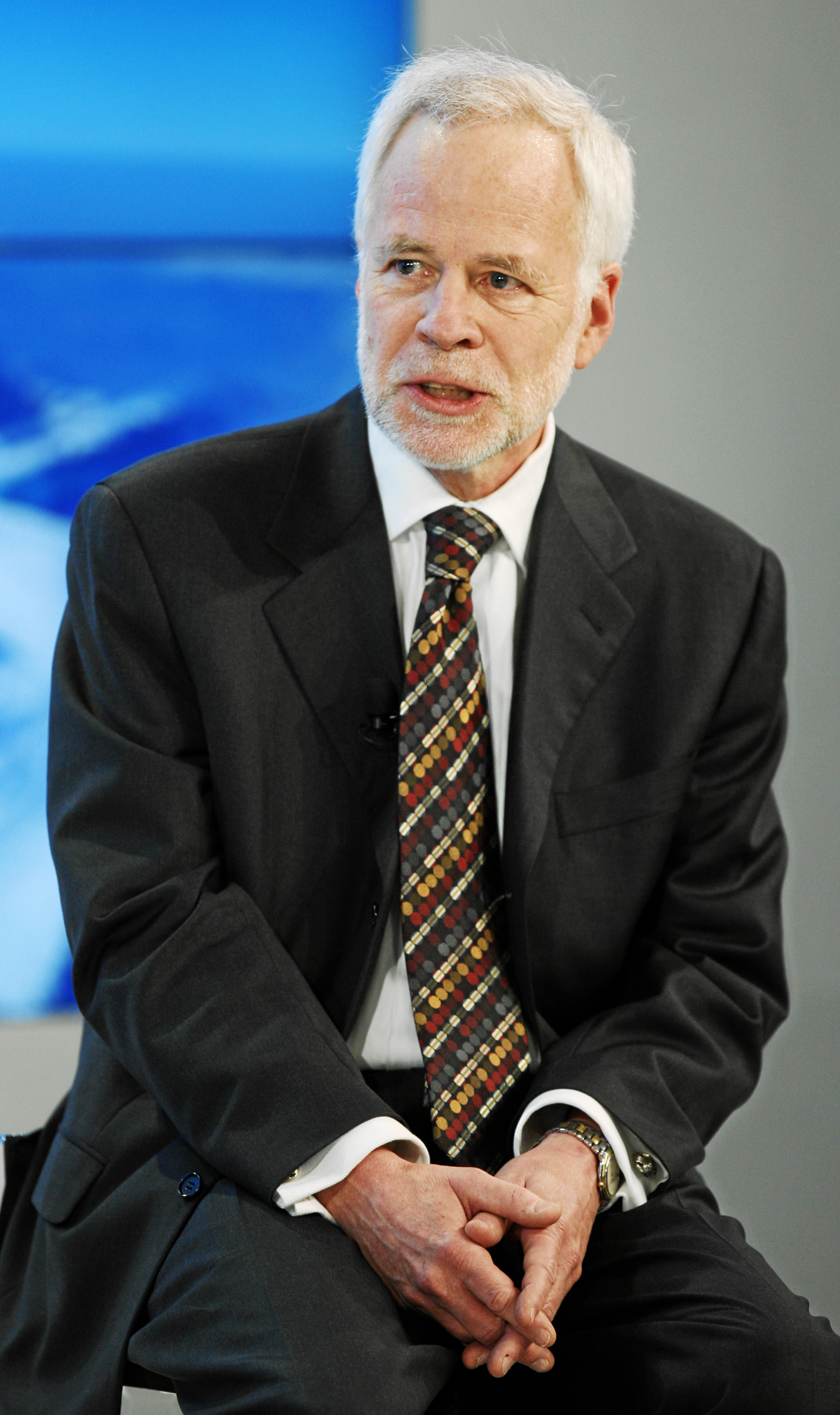
Barry Eichengreen nel 2012

Eichengreen ha pubblicato diversi contributi sulla storia del sistema monetario e finanziario internazionale. Dal 1997 al 1998 ha collaborato con il Fondo Monetario Internazionale. Tra le sue opere di maggiore interesse uno studio sul funzionamento del sistema aureo nel periodo tra le due guerre (Gabbie d'oro. Il «Gold standard» e la grande depressione (1919-1939)) e una storia del sistema monetario internazionale dall'instaurazione del Sistema Aureo sino ai giorni nostri (Globalizing Capital: A History of the International Monetary System). Negli ultimi anni si è interessato del ruolo del dollaro nel mercato valutario internazionale, dell'economia europea e dell'Unione Monetaria Europea, delle crisi finanziarie e dell'origine dei movimenti populisti.
Sua madre Lucille Eichengreen, è una sopravvissuta all'Olocausto.